# Głogów
Głogów [ˈgwɔguf], tyska: Glogau, tjeckiska: Hlohov, är en stad i sydvästra Polen och huvudort i distriktet Powiat głogowski i Nedre Schlesiens vojvodskap, belägen vid floden Oder. Administrativt utgör staden en stadskommun, med 68 813 invånare i juni 2014.

## Historia
Głogów är en stad i landskapet Schlesien i sydvästra Polen och en av landets äldsta städer med rötter i det första århundradet efter Kristus. På 900-talet anlade den slaviska stammen djadosjanerna här en borg av jord, sten och virke. Borgstaden som kom att ligga mellan de polska och tyska intressesfärerna erövrades och brändes flera gånger av tyskar under tidig medeltid. I samband med den omfattande tyska bosättningen i slaviska områden i Centraleuropa under högmedeltiden invandrade tyska nybyggare och hantverkare, och tyskan blev ett viktigt språk i städerna i området, varför den tyska namnformen Glogau blev mer spridd. Under Polens splittring i olika hertigdömen under åren 1136–1330 självständiggjorde sig hertigarna av den schlesiska grenen av ätten Piast från sina rikspolska fränder av samma ätt och kom under böhmiskt inflytande. Böhmen kom under 1500-talet att inlemmas i det österrikiska Habsburgska imperiet. Ungefär samtidigt utslocknade ätten Piast på hertigdömet Głogóws tron. 
Under 1600- och 1700-talens krig var Glogau av stor betydelse, som ett av de många fästen som tryggade den viktiga transportleden längs med Oder. Under trettioåriga kriget ockuperades Glogau flera gånger av den svenska armén. 1740 erövrade Preussen Głogów och övriga Schlesien från den österrikiska Habsburgmonarkin genom Österrikiska tronföljdskriget, vilket fastställdes genom freden i Breslau 1742. Under preussiskt styre tillhörde staden efter det tidiga 1800-talets administrativa reformer regeringsområdet Liegnitz i provinsen Schlesien. Staden förvandlades till en tungt befäst stad. De med tiden omoderna befästningsverken hämmade dock stadsutvecklingen och togs bort 1902.
De befästningar som fanns kvar runt staden efter första världskriget tvingades genom Versaillesfreden att nedläggas.
Under andra världskriget förvandlades staden på nytt till en befäst stad av nazisterna. Tyska nazister förövade flera massakrer på polska judar i ett skogsområde i närheten av staden. Mellan den 7 och den 13 juli 1942 sköts drygt 2 000 personer ihjäl på platsen. Sammanlagt mördades drygt 6 000 judar i Głogówskogen mellan 1942 och 1944.
Under en sex veckor lång sovjetisk belägring i slutet av kriget förstördes staden till 95 procent. I och med Potsdamkonferensen 1945 vid krigsslutet i Europa hamnade Głogów på nytt i Polen. Genom fördrivningen av den stora tysktalande delen av befolkningen efter krigsslutet kom staden att under följande år gradvis återbefolkas av en huvudsakligen polsktalande befolkning från tidigare polska områden öster om Curzonlinjen, vilka i sin tur annekterats av Sovjetunionen, samt av nybyggare från centrala Polen. Återuppbyggnaden av den totalförstörda gamla stadskärnan pågår ännu.

## Sevärdheter

### Kyrkor
- Stadens äldsta kyrka, Nikolaikyrkan, omnämns första gången 1309 men är troligen äldre. Den nuvarande tegelbyggnaden uppfördes under 1300-talet. Under den preussisk-tyska epoken var kyrkan stadens katolska församlingskyrka. Sedan andra världskriget är kyrkan en ruin som idag utgör ett minnesmärke.
- I domkyrkoförstaden, Ostrów Tumski, står den tidigare S:a Maria-domkyrkan, senare katolsk församlingskyrka. Koret är delvis från 1200-talet, medan huvuddelen av kyrkobyggnaden uppfördes under 1400-talet och 1500-talet i tegelgotik. Det ursprungliga tornet rasade i början av 1800-talet och ersattes med det nuvarande tornet, uppfört 1838–1842.
- Nära torget står Corpus Christi-kyrkan med två torn i barockstil. Kyrkan var tidigare jesuiternas kyrka och kom att bli katolsk garnisonskyrka. Efter andra världskriget restaurerades kyrkan.
- S:t Laurentiuskyrkan från 1500-talet.
- Vid den tidigare protestantiska kyrkan, förstörd under andra världskriget, finns idag ett minnesmärke.
- Även vid platsen för stadens tidigare synagoga finns ett minnesmärke.

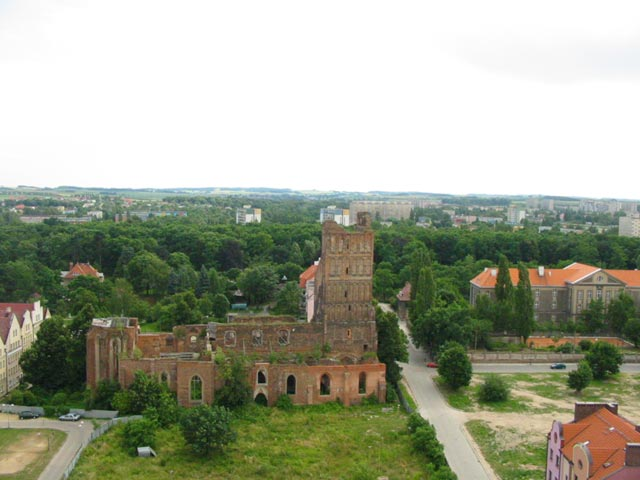
S:t Nikolairuinen
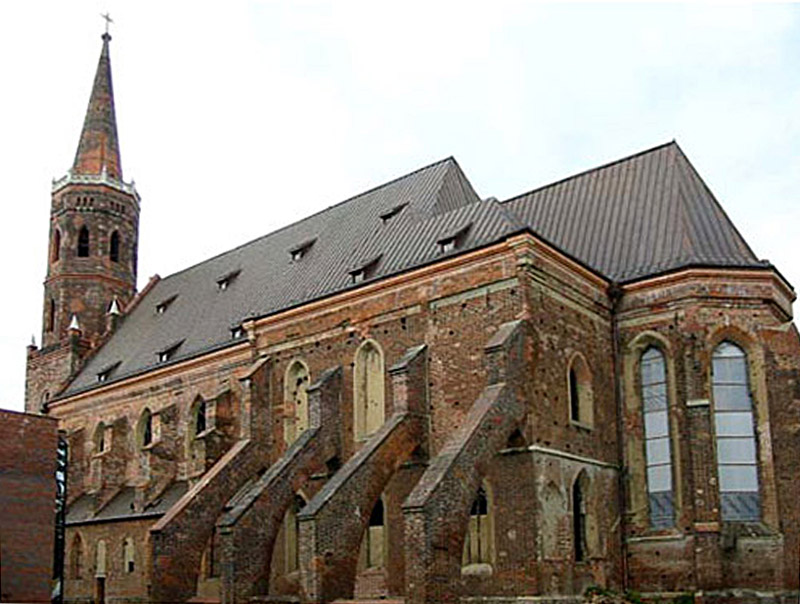
Mariadomen
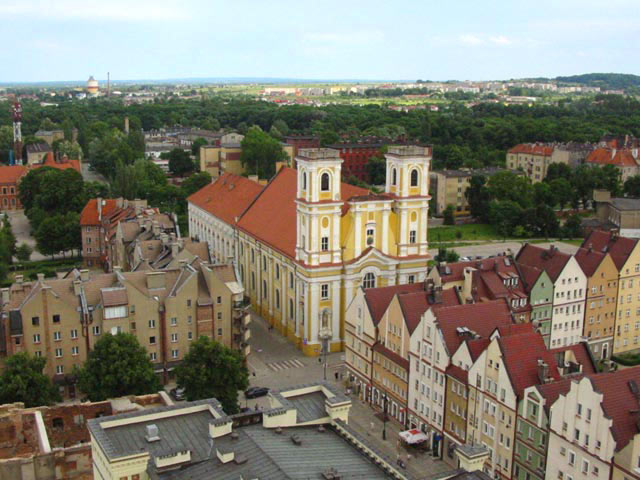
Corpus Christi-kyrkan
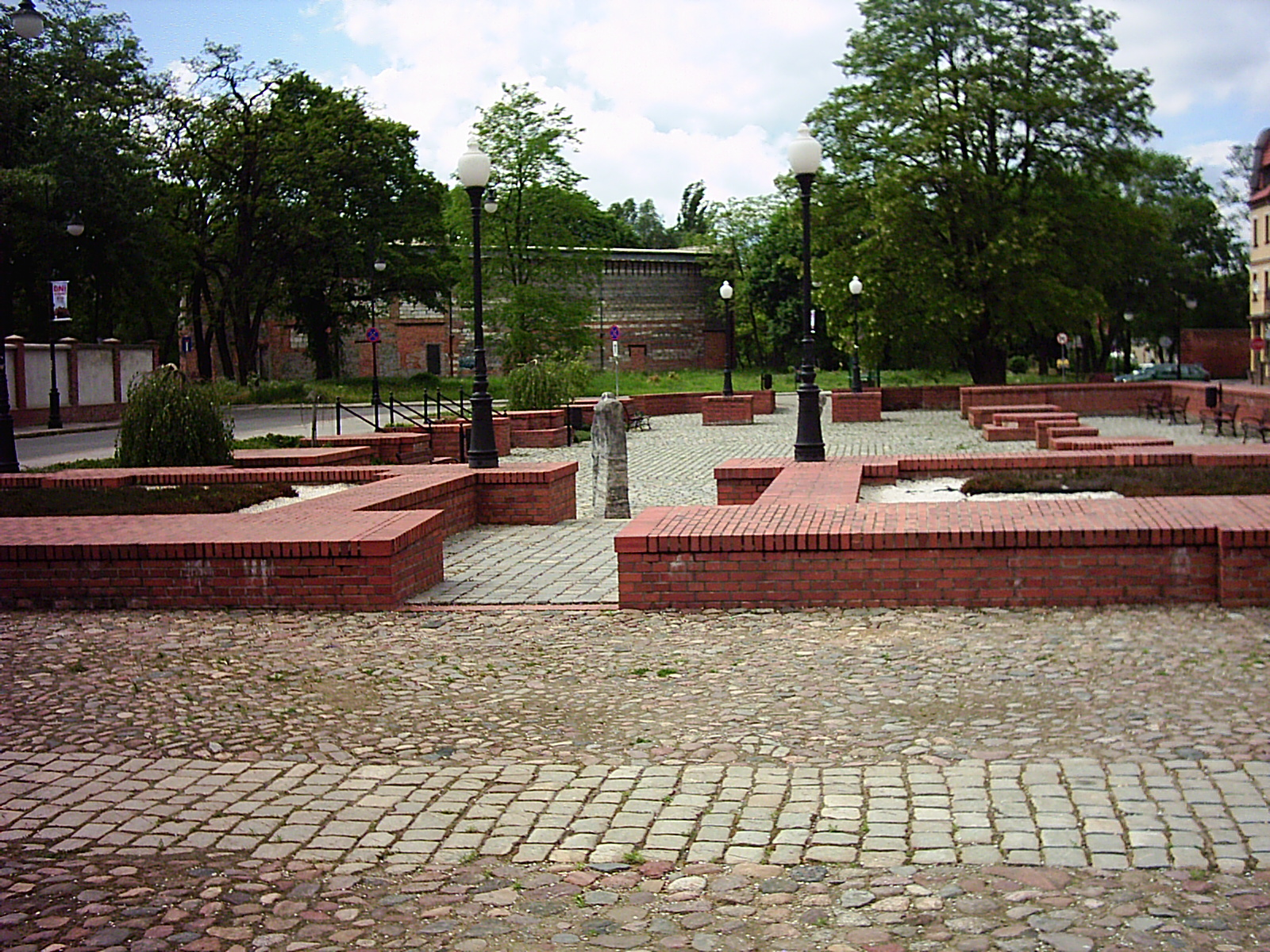
Minnesmärket vid ruinen av den protestantiska kyrkan

### Sekulära byggnader
- Rådhuset uppfördes i historicistisk stil på 1800-talet. Det anslutande Rådhustornet uppfördes 1720.
- Den tidigare stadsteatern, Andreas Gryphius-teatern, är idag en ruin.
- På andra sidan av Oder från domkyrkan ligger det tidigare hertigliga slottet, sedermera preussiskt kungligt slott och domstolsbyggnad. Idag är slottet arkeologiskt museum. Av de medeltida byggnaderna återstår endast ett torn, medan huvuddelen av den nuvarande slottsbyggnaden uppfördes under 1700-talet och 1800-talet.

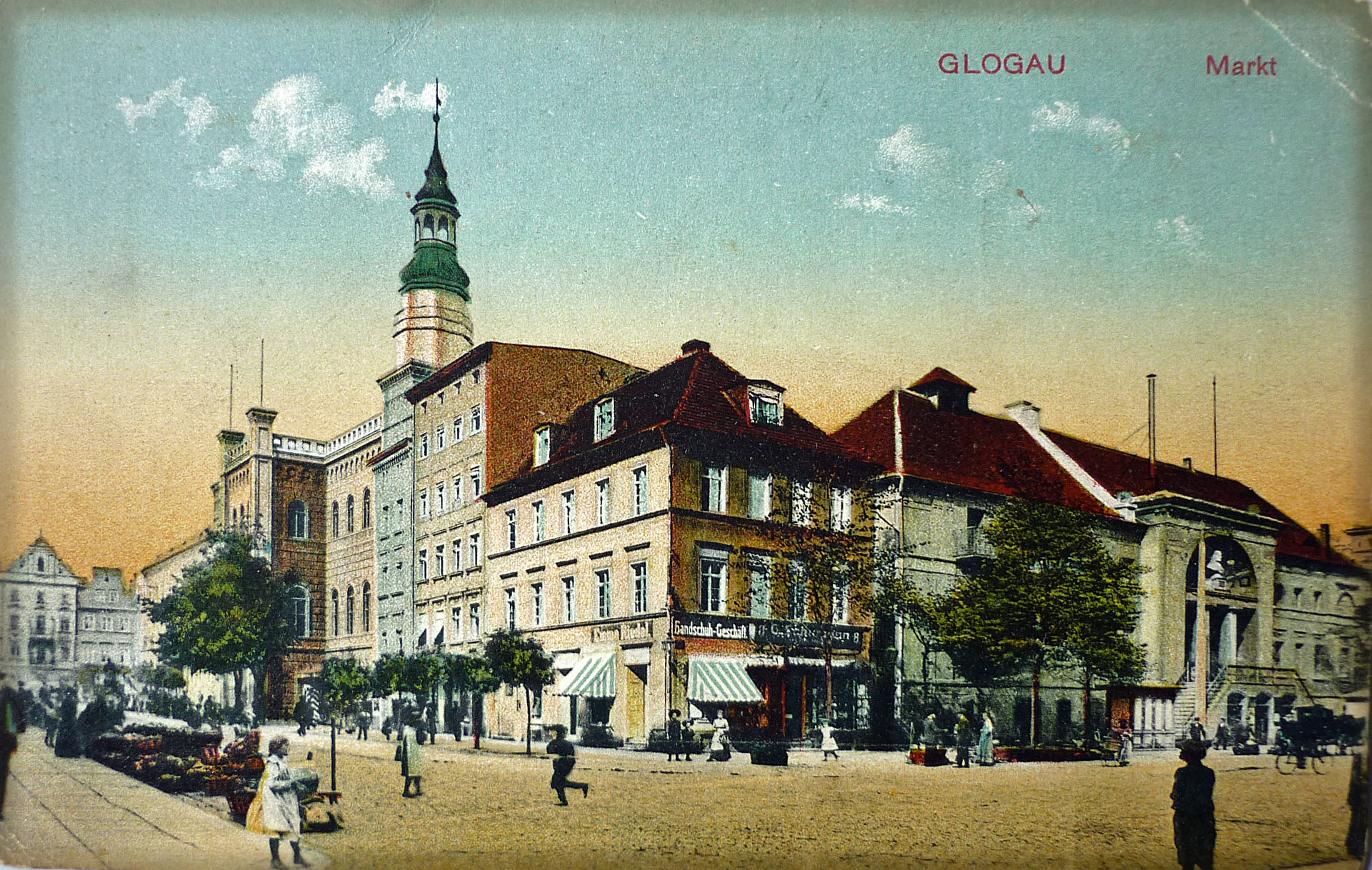
Historisk vy från torget
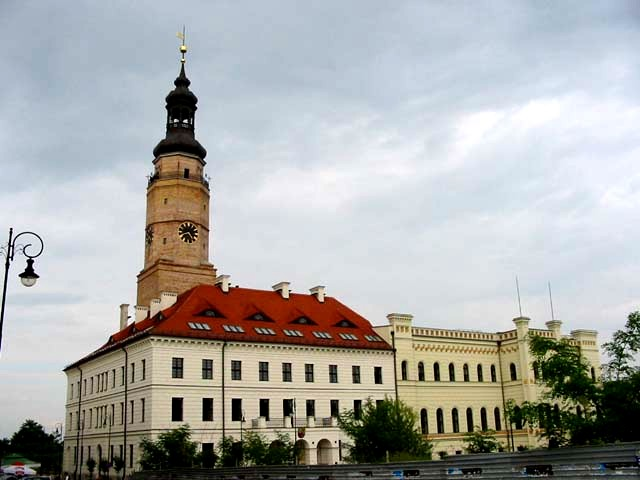
Rådhuset och rådhustornet
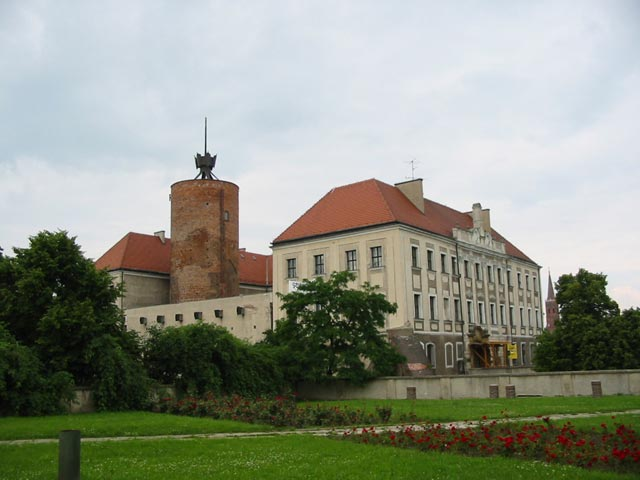
Slottet, nuvarande arkeologiska museet
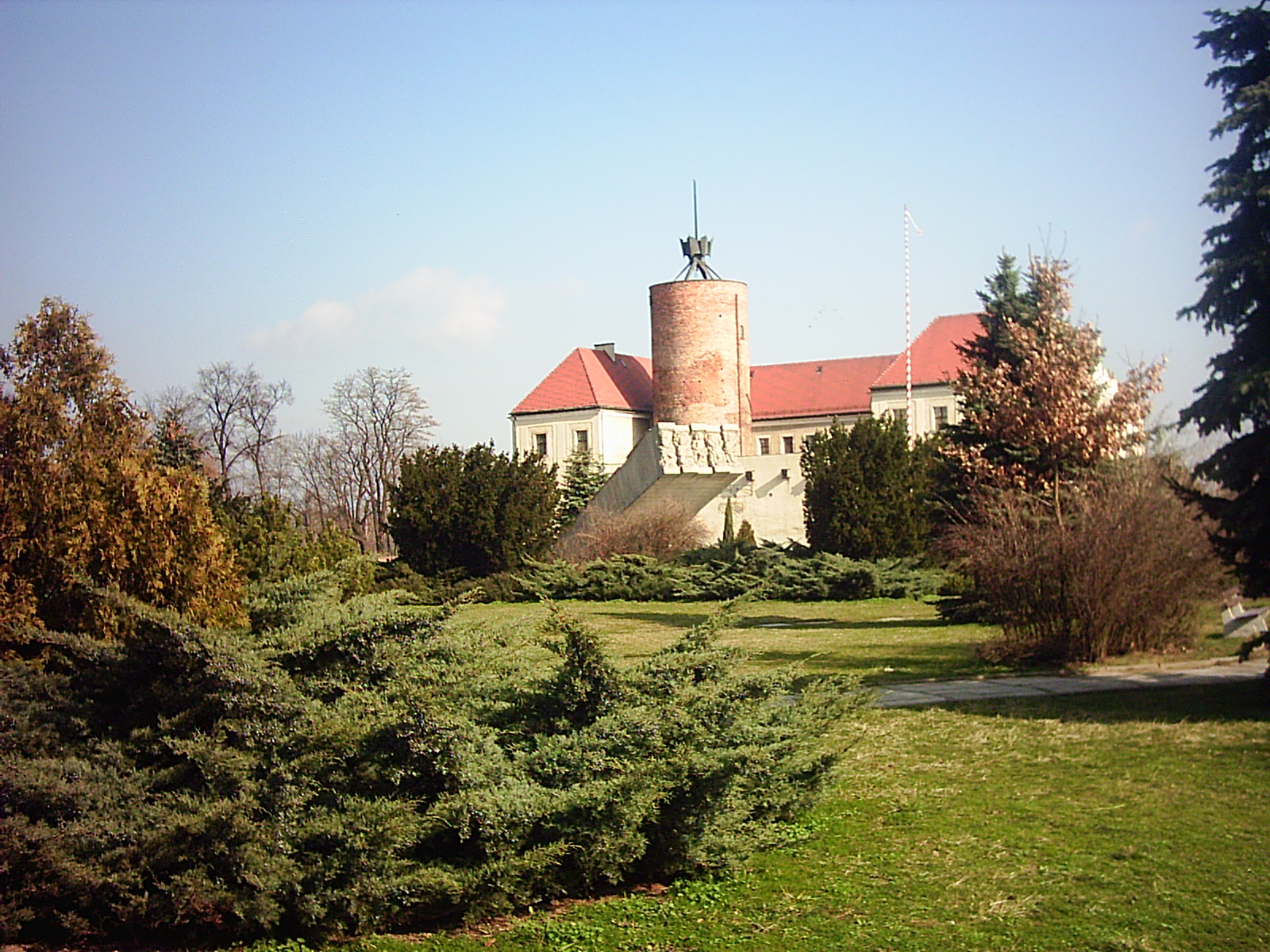
Slottet från sydväst
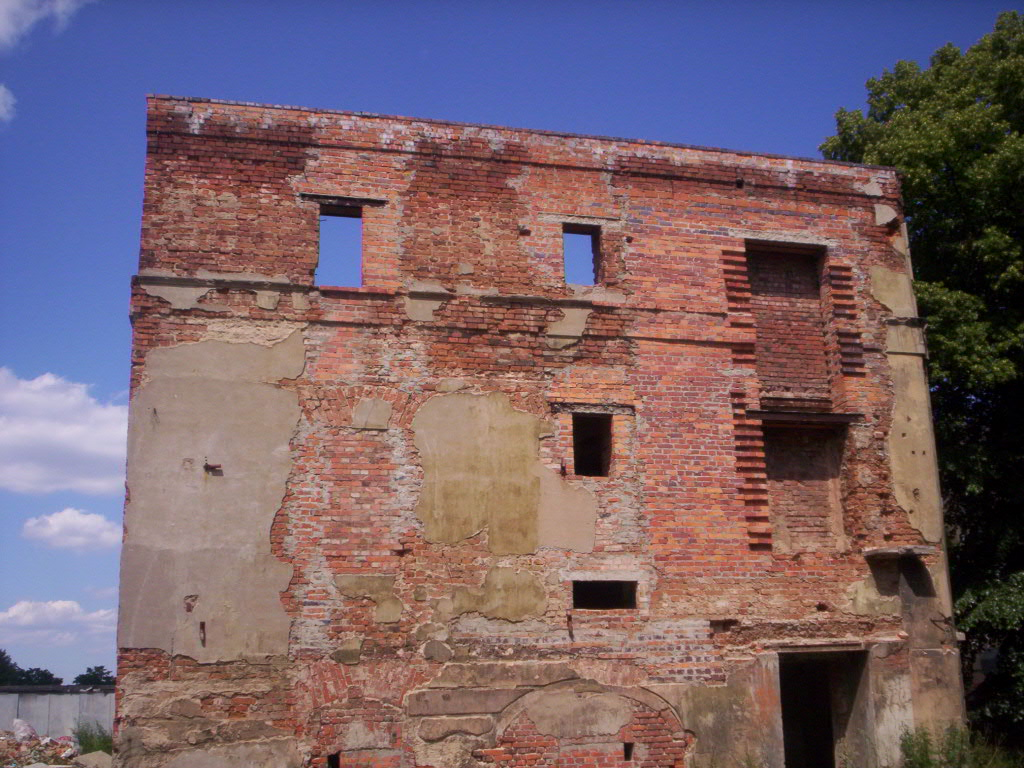
Teaterruinen

- Rester av den medeltida ringmuren och stadsbefästningarna.
- Zespół Szkół Zawodowych, uppförd 1909 som realskola.
- Slottsparken med minnesmärket över Głogówbarnen och andra minnesplatser.
- Den 221 meter höga kraftverksskorstenen öster om staden används idag som radiokommunikationstorn.

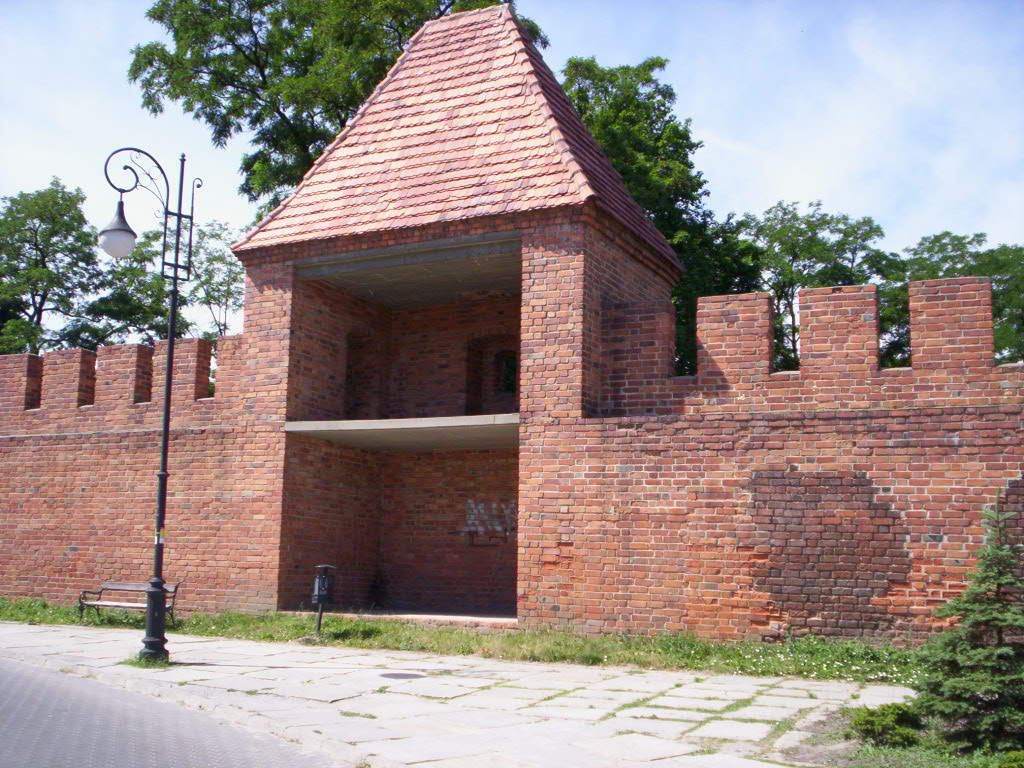
Stadsmuren
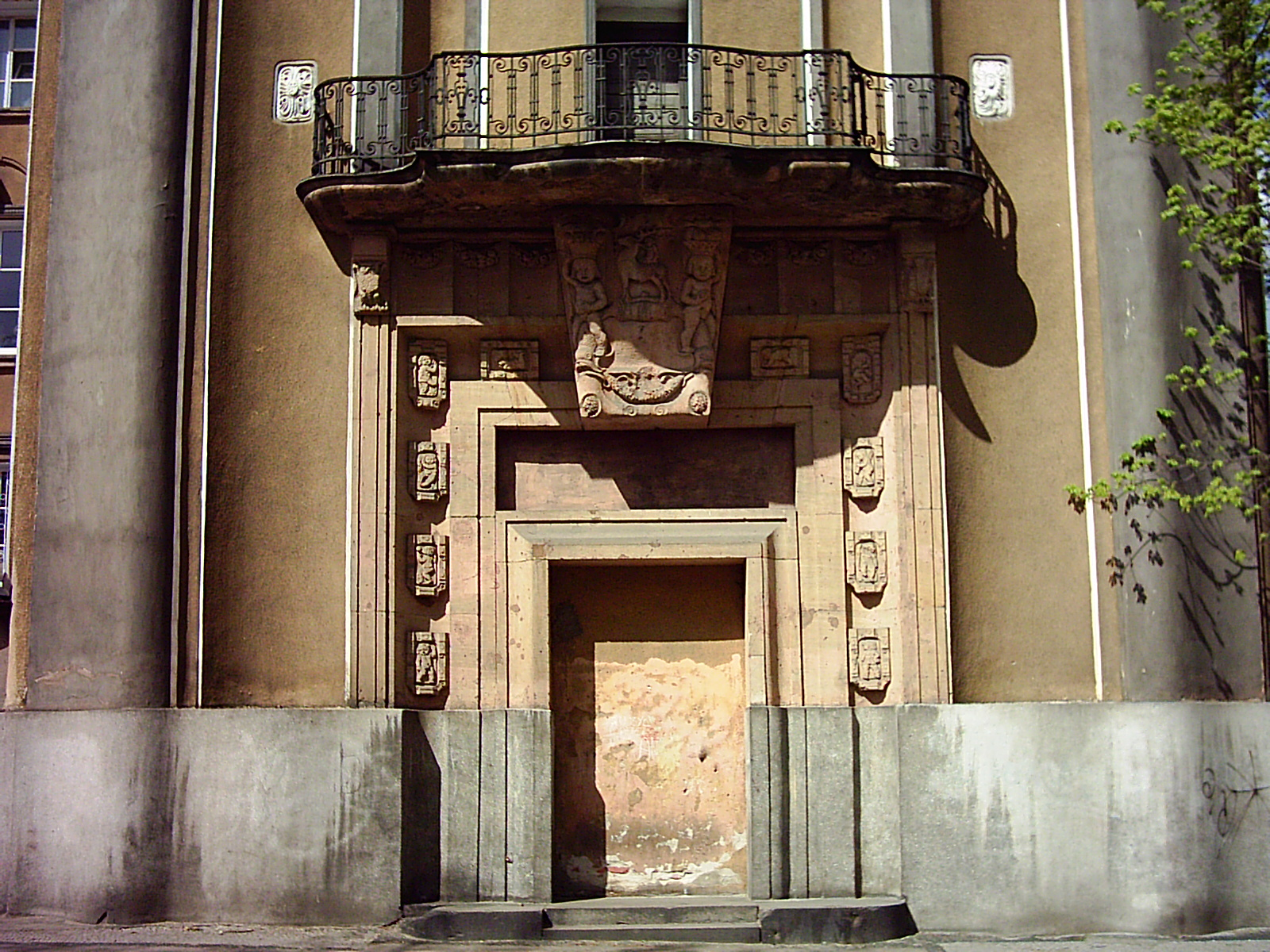
Zespół Szkół Zawodowych
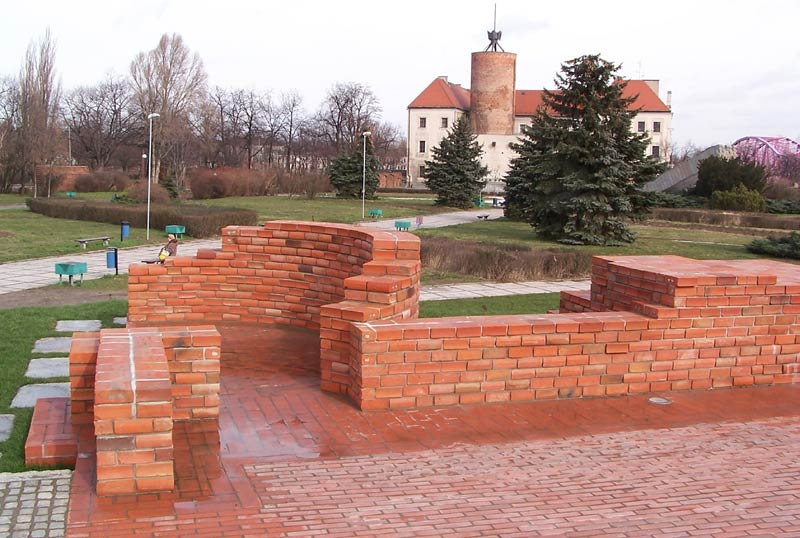
Slottsparken
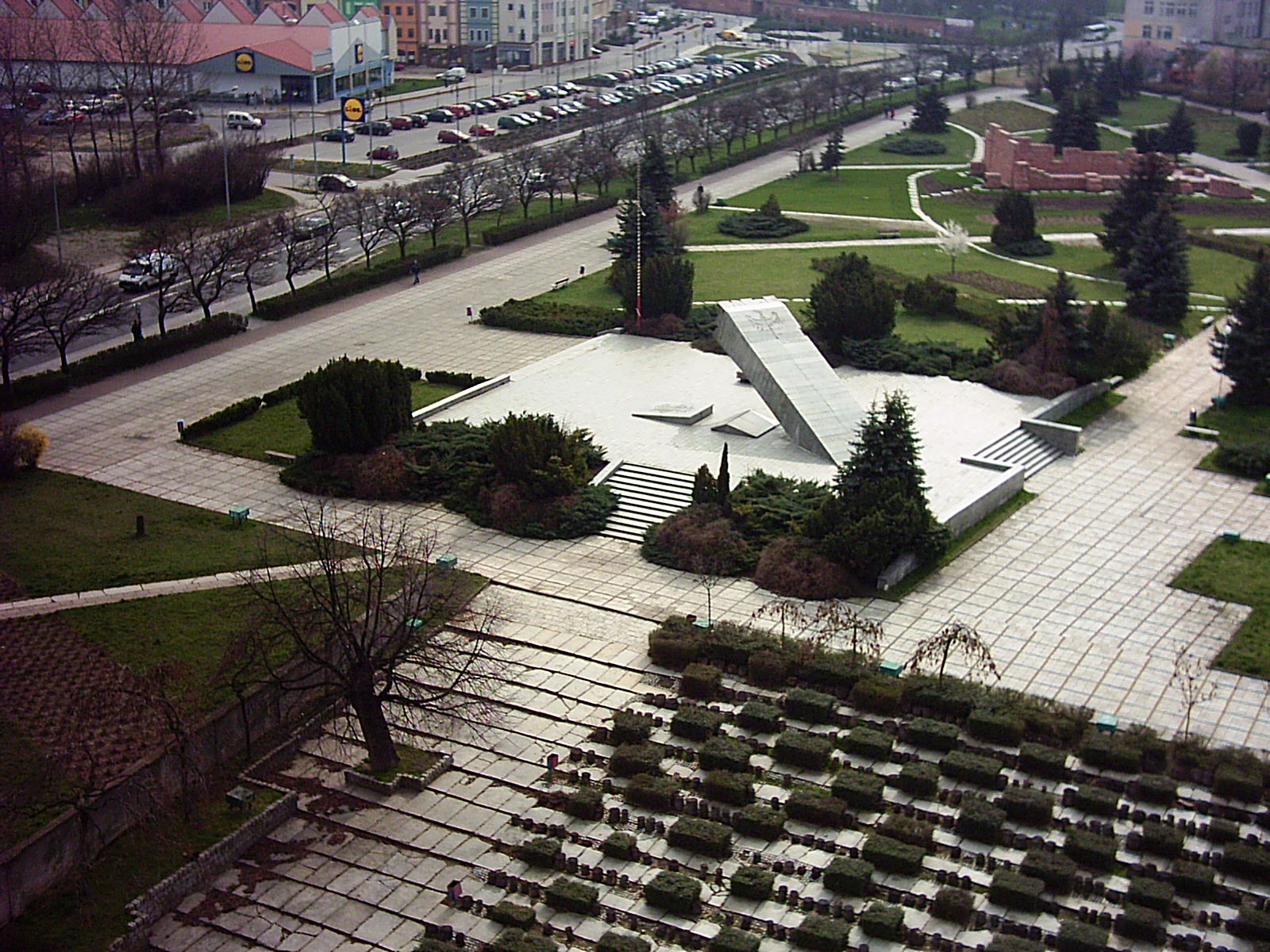
Vy över parken

## Kända invånare
- Amalie von Béguelin (1778-1848), kulturprofil, värdinna för en av Berlins mest kända litterära salonger.
- Paulus Stephanus Cassel (1821-1892), journalist, teolog och författare.
- Sylwester Chruszcz (född 1972), nationalkonservativ politiker, tidigare europaparlamentariker.
- Walter Friedlaender (1873-1966), konsthistoriker.
- Valeska von Gallwitz (1833-1888), författare.
- Georg von Gizycki (1851-1895), filosof.
- Johan von Glogau (omkr. 1445-1507), matematiker.
- Paul Graetz (1890-1937), komiker och skådespelare.
- Andreas Gryphius (1616-1664), poet och dramatiker.
- Henrik I av Polen (omkr. 1165-1238), hertig av Schlesien och storhertig av Polen.
- Richard Knötel (1857-1914), historiemålare.
- Helmut Körnig (1905-1973), friidrottare.
- Tomasz Markowski (född 1975), schackmästare.
- Marta Michna (född 1978), schackstormästare.
- Salomon Munk (1805-1867), orientalist.
- Arthur von Posadowsky-Wehner (1845-1932), konservativ politiker, Tysklands vicekansler 1897-1907.
- Eberhard Werner (1924-2002), konstnär.
- Rainer Zimmermann (född 1942), handbollsspelare.
- Hermann Zopff (1826-1883), musikvetare och kompositör.
- Arnold Zweig (1887-1968), författare.